# Diamanti e fango
Diamanti e fango è il terzo album del rapper Grido pubblicato il 15 novembre 2019 dalla Willy l'Orbo e dalla Sony Music.

## Tracce
1. A testa alta – 3:28
2. Qualcosa di buono (feat. Il Cile) – 3:33
3. Isola (I Need Love) – 3:10
4. Stelle cadenti (feat. J-Ax) – 4:38
5. Tutto normale – 2:49
6. Ad un passo dal sole – 3:27
7. Antistress (feat. Nerone) – 3:10
8. Diamanti e fango (feat. Sewit) – 3:41
9. Tutti i colori – 3:16
10. Un classico – 3:12
11. So Free (feat. Sergio Sylvestre) – 3:18
12. Menomale – 3:07